# Eje 1 Norte
El Eje 1 Norte es un eje vial y una de las principales avenidas de la Ciudad de México que atraviesa de Poniente a Oriente la ciudad, siendo una salida principal a algunas avenidas de vía rápida en el oriente-centro y sur-poniente de la ciudad.

## Características
Esta Avenida tiene distintos nombres con los cuales la conocen tanto lugareños, capitalinos y otros tantos de la zona metropolitana, considerada un enlace directo al centro y al sur de la ciudad.

### José Antonio Alzate
El Primer tramo de esta importante avenida se encuentra en los límites con la alcaldía Miguel Hidalgo, siendo una avenida un sentido cin un carril en contraflujo.
Esta sección poseía dos vueltas inglesas para poder agilizar el tráfico, una de ellas se ubicaba en la zona de la estación Buenavista, esta misma servía para funcionar como ingreso a la avenida Insurgentes Centro o Eje 1-A Poniente y la siguiente vuelta Inglesa en el cruce con la calle de Guerrero o Eje 1 Poniente esta fue pensada para que los autobuses foráneos tuviesen una mejor alternativa para poder maniobrar con facilidad y llegar a la central camionera del norte. Estas vueltas inglesas fueron retiradas en el 2005, 2011 y 2012 para el paso de la línea 1, 3 y 4 del Metrobús. Este tramo solo tiene otros 2 cruces importantes los cuales son con Avenida Guerrero y Eje Central Lázaro Cárdenas.
Para compensar la falta de las vueltas inglesas, se permitió el uso de calles alternativas para poder completar el ingreso de los autobuses foráneos a la central camionera del norte,y al Metro Buenavista.
Este mismo Finaliza en el Insurgentes Centro.

### Mosqueta
El segundo tramo de esta Avenida inicia en el cruce con la avenida Insurgentes y se extiende hasta el Paseo de la Reforma, exactamente frente a la estatua del general José de San Martín, militar y político argentino que participó en la liberación  de los territorios del Virreinato del Río de la Plata que hoy son las repúblicas de Argentina, Chile y Perú

### Fuerza Aérea Mexicana y Manuel Lebrija
La Avenida, aquí anteriormente conocido como la Avenida Oceanía, reduce su ancho al encontrarse en este tramo, siendo muy reducido el espacio a la vez teniendo problemas de tránsito en horas pico y durante algunas manifestaciones que afectan fuertemente a la avenida a la altura de la Pantitlán y superando este punto la fluidez comienza a ser más evidente hasta llegar al cruce con Avenida Río Churubusco donde retoma el ancho estándar de eje vial.
A partir de este punto, la avenida pasa a ser un poco más fluida en el tramo que sirve de límite entre la Colonia Canela y la Colonia Adolfo López Mateos teniendo cruces con los Ejes 4 Y 5 Oriente y el Eje 4 Oriente donde localizamos la estación del Pantitlán de la línea 5 y A, y la zona de hospitales, el cruce con Hangares tiene una ligera subida y bajada debido a la configuración del entubamiento de este río, asimismo podemos encontrar el Aeropuerto Internacional de la Ciudad de México AICM el cual ocupa el terreno que antes ocupaba el antiguo AICM.
La avenida se adentra en la residencial colonia Moctezuma 2° Sección donde sigue teniendo un ancho importante y cruza con el Eje 4 Sur y con la línea 4 de Metrobús instalada en esta otra importante avenida. Siguiendo la misma se tienen cruces con las avenidas hasta llegar a la avenida Río Churubusco es donde finaliza este tramo.
Para sortear los posibles paros de servicio de la línea 4 del metrobús, se optó por hacerla correr por Av. Río Consulado , cruzando por Oceanía y Av. Francisco Espejel hasta llegar al Autobuses del Oriente , de ahí se enfila a la derecha para continuar por la misma avenida hasta retomar de nuevo el Eje 1 Nte. sin embargo cada 14 de cada mes debido a la fiesta de "San Valentín" se toma un trazo temporal alternativo por Eje 3 Ote. Oceanía hasta llegar a Morelos y de ahí retomar Av. Río Consulado , esto sin pasar por la estación Pantitlán de las lín

### Av. Talleres Gráficos y Av. Xochimilco
El eje vial termina su recorrido al cruce con el Anillo Periférico Calle 7, ya que cruzando comienza el municipio de Nezahualcóyolt y si bien la avenida tiene un trazado natural y características similares que permiten su continuidad, la denominación de Eje Vial 1 Norte se aplica únicamente dentro de la Ciudad de México por lo que considerar su continuación Av. Pantitlán como parte del Eje 1 Norte sería incorrecto.

## Denominaciones
Estos son las denominaciones que se le han dado al Eje 1 Norte:
- José Antonio Alzate.
- Mosqueta.
- Ignacio López Rayón / Héroe de Granaditas.
- Av. del Trabajo.
- Albañiles.
- Norte 17.
- Hangares Aviación / Fuerza Aérea Mexicana.
- Manuel Lebrija.
- Talleres Gráficos.
- Avenida Xochimilco.

## Importancia
La avenida 1-A También es parte importante de la zona del eje 1 pues recibe la mayoría del tráfico proveniente del estado de México con dirección a la ciudad de México asimismo la Avenida Mosqueta, y en parte el contraflujo libre del Eje 2 Norte en el tramo de la colonia Buenavista son vías alternas para poder desfogar el tránsito de esta avenida.
Al igual que el Eje 2 Norte, El Eje 3 Norte tiene una importancia muy acentuada dado que es uno de los accesos principales al Distrito Federal frecuentemente concurrido por gente de la zona metropolitana y de la misma capital.
También es usada por los habitantes de la demarcación Miguel Hidalgo provenientes de la zona norponiente y por los transportistas pesados quienes se les dio esta avenida como opción para poder llegar a la autopista México-Querétaro.
Este mismo eje en conjunto con el Eje 2 y 3 Norte son las 2 vías más importantes que permiten un rápido acceso al centro de la ciudad de manera eficaz aunque mermado por el tráfico a ciertas horas del día.